# Dasychira pinicola
The Pine Tussock (Dasychira pinicola) là một loài bướm đêm thuộc họ Erebidae. Loài này có ở New Jersey, Massachusetts, Wisconsin và Minnesota.
Ấu trùng ăn các loài Pinus, bao gồm Pinus banksiana.